# Duewag

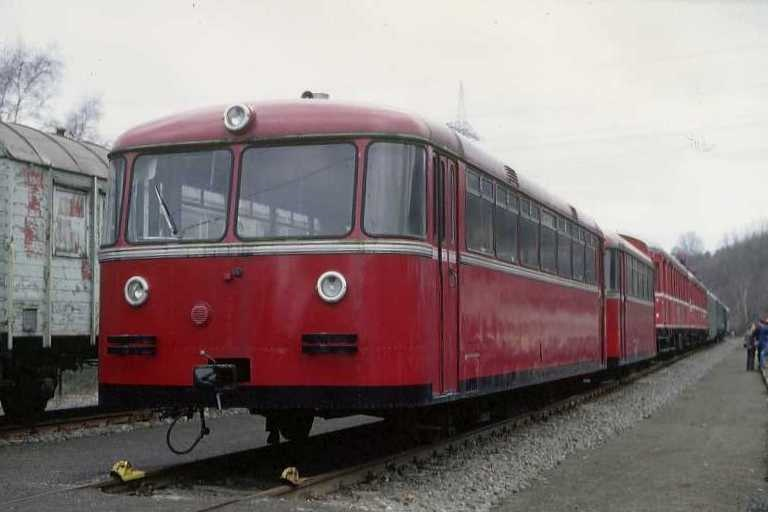
Motorový vůz Uerdingen

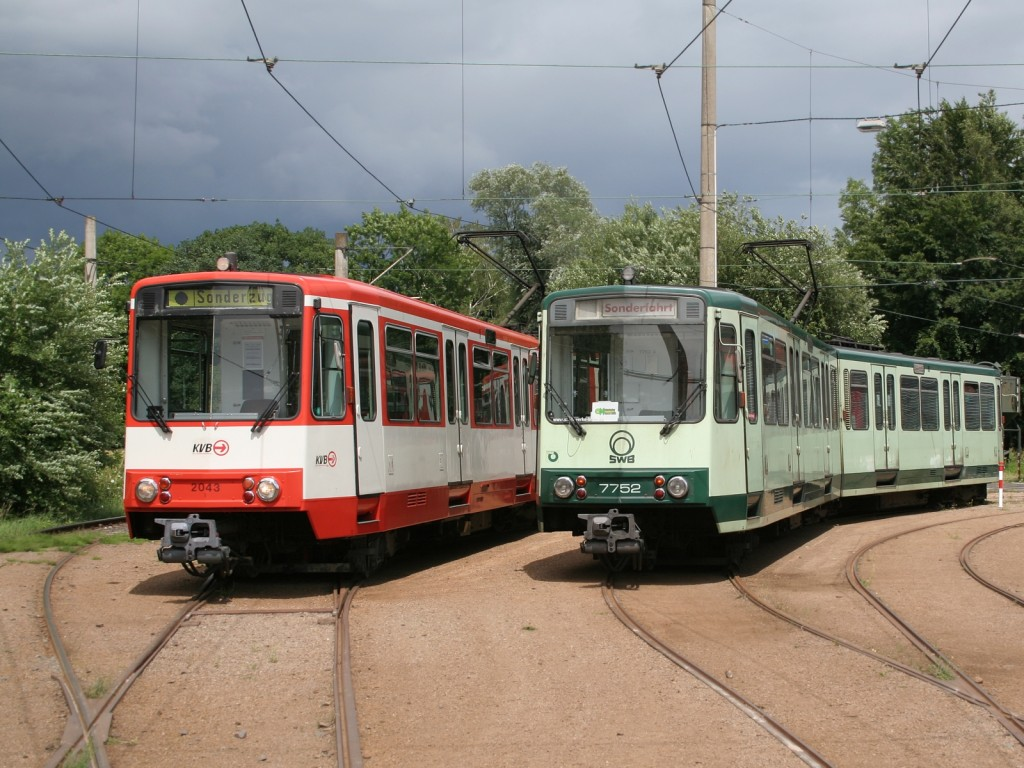
Rychlodrážní tramvaje B100S

DUEWAG AG byl německý výrobce kolejových vozidel. Firma byla založena v Uerdingenu jako Waggonfabrik Uerdingen AG. Po sloučení s vagónkou Düsseldorfer Waggonfabrik v roce 1935 byla v Uerdingenu vyráběna železniční vozidla, zatímco v Düsseldorfu vznikaly především tramvaje a rychlodrážní vozidla. Od roku 1981 společnost nesla oficiální název DUEWAG AG. Roku 1989 byl DUEWAG prodán vagónkou Talbot koncernu Siemens, v roce 2000 společnost zanikla.

## Výrobky
- motorový vůz Uerdingen
- tramvaj GT6
- tramvaj GT8
- tramvaj TW 400
- rychlodrážní tramvaj TW 6000
- rychlodrážní tramvaj Typ B